# Tri-ethyleenglycolbutylether
Tri-ethyleenglycolbutylether of butoxytriglycol is een organische verbinding met als brutoformule C10H22O4. Het is een kleurloze vloeistof, die mengbaar is met water. De stof is irriterend voor de ogen en de huid.

## Toepassingen
Tri-ethyleenglycolmonobutylether wordt gebruikt als oplosmiddel voor nitrocellulose, olie, rubber, kleurstoffen, zepen, vetten, verfverwijderaars, polymeren en schoonmaakmiddelen voor metalen. De handelsnaam van de stof is Dowanol-TBAT.